# Phileurus voirinae
Phileurus voirinae är en skalbaggsart som beskrevs av S. Endrödi 1985. Phileurus voirinae ingår i släktet Phileurus och familjen Dynastidae. Inga underarter finns listade i Catalogue of Life.